# سپاه مهندسی نیروی زمینی هند
سپاه مهندسی نیروی زمینی هند (انگلیسی: Indian Army Corps of Engineers) یک بازوی پشتیبانی رزمی نیروی زمینی هند است که پشتیبانی مهندسی رزمی را ارائه می‌دهد، زیرساخت‌ها را برای نیروهای مسلح و سایر سازمان‌های دفاعی توسعه می‌دهد و اتصال را در امتداد مرزها حفظ می‌کند، علاوه بر این به مقامات غیرنظامی در هنگام بلایای طبیعی کمک می‌کند. دانشکده مهندسی رزمی پونا، موسسه آموزشی فنی و تاکتیکی برتر سپاه مهندسین نیروی زمینی هند است.
این سپاه از سه گروه از مهندسین رزمی، یعنی مهندسان رزمی مدرس، مهندسان رزمی بنگال و مهندسان رزمی بمبئی تشکیل شده است.
این سپاه سابقه طولانی دارد که به اواسط قرن هجدهم برمی‌گردد. قدیمی‌ترین واحد موجود سپاه (گروهان ۱۸ میدانی) به سال ۱۷۷۷ برمی‌گردد، در حالی که سپاه رسماً در سال ۱۷۸۰، زمانی که ارشدترین گروه سپاه، مهندسان رزمی مدرس، تشکیل شدند، تأسیس شد. یک گروه تقریباً مشابه یک تیپ پیاده نظام هند است که هر گروه از تعدادی هنگ مهندسی تشکیل شده است. هنگ مهندسی، واحد مهندسی رزمی پایه است که مشابه یک گردان پیاده نظام است. علاوه بر مهندسان رزمی، این سپاه سازمان‌های مهندسی بزرگی مانند خدمات مهندسی نظامی، سازمان جاده‌های مرزی، پروژه اسکان متأهلین و سازمان نقشه‌برداری نظامی را اداره و مدیریت می‌کند.